# Les Invalides
Hôtel des Invalides (»hiša invalidov«), običajno imenovana Les Invalides (francoska izgovorjava [lezɛ̃valid]), je kompleks stavb v 7. okrožju Pariza v Franciji, ki vsebuje muzeje in spomenike, vsi povezani z vojaško zgodovino Francije ter bolnišnico in dom upokojencev za vojne veterane, prvotni namen stavbe. V stavbah so Musée de l'Armée, vojaški muzej francoske vojske, Musée des Plans-Reliefs in Musée d'Histoire Contemporaine. Kompleks vključuje tudi nekdanjo bolnišnično kapelo, zdaj nacionalno stolnico francoske vojske in sosednjo nekdanjo kraljevo kapelo, znano kot Dôme des Invalides, najvišjo cerkveno stavbo v Parizu z višino 107 metrov. Slednja je bila spremenjena v svetišče nekaterih vodilnih francoskih vojaških osebnosti, predvsem Napoleonov grob.

## Zgodovina
Ludvik XIV. Francoski je začel projekt z ukazom z dne 24. novembra 1670 kot dom in bolnišnico za ostarele in invalidne vojake. Prvotni arhitekt Les Invalides je bil Libéral Bruant. Izbrano mesto je bilo v takratni primestni nižini Grenelle (plaine de Grenelle). Do leta 1676, ko je bil projekt dokončan, je bila fasada ob Seni široka 196 metrov, kompleks pa je imel petnajst dvorišč, največje je bilo cour d'honneur, zasnovano za vojaške parade.
Kompleks cerkve in kapele Invalidov je leta 1676 zasnoval Jules Hardouin-Mansart, ki se je zgledoval po načrtu svojega prastrica Françoisa Mansarta za Chapelle des Bourbons, ki naj bi bila zgrajena za korom bazilike sv. Dionizija, nekropoli francoskih monarhov od antičnih časov. Mansart in Gian Lorenzo Bernini, ki je takrat živel v Parizu, sta sredi 1660-ih predložila več projektov. Mansartov drugi projekt je zelo blizu Hardouin-Mansartovemu konceptu kraljeve kapele ali cerkve Dôme des Invalides, tako v smislu arhitekture kot v odnosu do sosednje cerkve. Arhitekturni zgodovinar Allan Braham je domneval, da je bila kupolasta kapela prvotno mišljena kot novo grobišče za rodbino Bourbonov, vendar ta projekt ni bil izveden. Namesto tega je bila masivna stavba označena kot zasebna kapela monarha, v kateri je lahko obiskoval cerkveno službo, ne da bi se moral družiti z invalidnimi veterani. V ta namen je bila komaj uporabljena. Dôme des Invalides ostaja eden glavnih primerov francoske baročne arhitekture, visoka 107 metrov in tudi kot ikonični simbol francoske absolutne monarhije.
Notranjost kupole je poslikal Le Brunov učenec Charles de La Fosse z baročno iluzionistično stropno poslikavo. Slika je bila dokončana leta 1705.
Medtem je Hardouin-Mansart pomagal ostarelemu Bruantu pri kapeli, ki je bila dokončana po Bruantovem načrtu po njegovi smrti leta 1697. Ta kapela je znana kot cerkev Saint-Louis-des-Invalides. Zahtevana je bila vsakodnevna prisotnost veteranov pri cerkvenih službah. Kmalu po začetku gradnje kapele za veterane je Ludvik XIV. naročil Mansartu, naj zgradi ločeno zasebno kraljevo kapelo, ki je danes znana kot Église du Dôme zaradi njene najbolj presenetljive značilnosti. Domska kapela je bila dokončana leta 1706.
Zaradi svoje lokacije in pomena je Les Invalides služil kot prizorišče številnih ključnih dogodkov v francoski zgodovini. 14. julija 1789 so nanj vdrli pariški izgredniki, ki so zasegli topove in muškete, shranjene v kleteh, da bi jih pozneje istega dne uporabili proti Bastilji. Napoleon Bonaparte je bil leta 1840 z veliko slovesnostjo pokopan pod Kupolo invalidov.
- Drugi projekt Françoisa Mansarta za kapelo Bourbonov v Saint-Denisu
- Ludvik XIV. je ukazal gradnjo Les Invalides
- Projekt Julesa Hardouin-Mansarta z neuresničenim južnim popotnikom
- Obisk Ludvika XIV. v Les Invalides, slika Pierre-Denis Martin
- Portret Hardouin-Mansarta, delo Hyacinthe Rigaud, prikazuje Dome, Louvre
- Napoleon I. ob obisku bolnišnice Les Invalides

Ločitev med obema cerkvama je bila okrepljena v 19. stoletju s postavitvijo Napoleonove grobnice, izdelavo dveh ločenih oltarjev in nato z gradnjo steklene stene med dvema kapelama.
Svojo primarno funkcijo doma upokojencev in bolnišnice za vojaške veterane (invalide) je objekt ohranil vse do začetka 20. stoletja. Leta 1872 je bil v stavbi ustanovljen Musée d'artillerie (Topniški muzej), ki se mu je leta 1896 pridružil Musée historique des armées (Zgodovinski vojaški muzej). Ustanovi sta bili združeni v sedanji Musée de l'armée leta 1905. Istočasno so bili veterani na rezidenci razpršeni v manjša središča zunaj Pariza. Razlog je bil v tem, da je sprejetje večinoma naborniške vojske po letu 1872 pomenilo znatno zmanjšanje števila veteranov, ki so imeli dvajset ali več let vojaške službe, ki je bila prej potrebna za vstop v Hôpital des Invalides. Stavba je tako postala prevelika za prvotni namen. Sodobni kompleks pa še vedno vključuje spodaj navedene objekte za približno sto starejših ali nezmožnih nekdanjih vojakov.
Ko je bil leta 1905 ustanovljen Vojaški muzej v Les Invalides, je bila kapela veteranov dana pod njegov upravni nadzor. Zdaj je stolnica škofije francoskih oboroženih sil, uradno znana kot Cathédrale Saint-Louis-des-Invalides.

## Arhitektura
| Le plan de l'Hôtel des Invalides | |
| Kupola Les Invalides Stolnica Saint-Louis-des-Invalides Musée de l'Armée Musée des Plans-Reliefs Musée de l'Ordre de la Libération                                                           | Nacionalni zavod za invalide Guverner invalidov Vojaški guverner Pariza Pisarna de l'Ordre de la Libération Državni urad za veterane in žrtve vojn                               |
| - 1. Cour d'honneur - 2. Cour d'Angoulème - 3. Cour d'Austerlitz - 4. Cour de la Victoire - 5. Cour de la Valeur - 6. Cour de Mars - 7. Cour de Toulon - 8. Cour de Nismes - 9. Cour de Metz | - 10. Cour de l'Infirmerie - 11. Cour d'Oran - 12. Cour de la Paix - 13. Cour d'Arles - 14. Cour d'Alger - 15. Cour Saint-Louis - 16. Cour Saint-Joseph - 17. Cour Saint-Jacques |

Na severnem pročelju Les Invalides je kapela Hardouin-Mansartove kupole dovolj velika, da prevladuje nad dolgo fasado, vendar je v harmoniji z Bruantovimi vrati pod obokanim pedimentom. Na severu je dvorišče (cour d'honneur) razširjeno s širokim javnim sprehajališčem (Esplanade des Invalides), kjer sta veleposlaništvi Avstrije in Finske sosedi francoskega ministrstva za zunanje zadeve, vse pa tvori enega od velikih odprtih prostorov v srcu Pariza. Na skrajnem koncu Pont Alexandre III. povezuje to veliko urbanistično os s Petit Palais in Grand Palais. Pont des Invalides je naslednji, dolvodno od reke Sene.
Stavbe še vedno sestavljajo Institution Nationale des Invalides, nacionalno ustanovo za vojne invalide. Institucijo sestavljajo:
- dom upokojencev
- medicinsko-kirurški center
- center za zunanje zdravstvene posvete.

### Galerija
- Pogled iz zraka na Les Invalides
- Severno pročelje kompleksa gleda na sprehajališče
- Severni portal kompleksa z Ludvikom XIV. s konjem na pedimentu
- Častno dvorišče Les Invalides
- Kip in podstrešno okno na častnem dvorišču
- Napoleonov kip na dvorišču
- "Naj živi cesar" na dvorišču
- Iz stolpa  Montparnasse
- Kupola ima strukturo trojnega trupa
- Napoleonova grobnica je bila izkopana v središču Kupole
- Notranjost kupole
- Po stari tradiciji vojne trofeje krasijo obok stolnice Saint-Louis-des-Invalides

## Grobnice
Kapela Dome je postala vojaška nekropola, ko jo je Napoleon septembra 1800 določil za premestitev grobnice slavnega generala Ludvika XIV. Turenna, ki mu je v letih 1807–1808 sledil Vauban. Leta 1835 je podzemna galerija pod cerkvijo prejela posmrtne ostanke 14 žrtev neuspelega atentata Giuseppeja Marca Fieschija na Ludvika Filipa I. Do velikega napredka je prišlo z določitvijo stavbe za Napoleonovo grobnico z zakonom z dne 10. junija 1840, kot del političnega projekta retour des cendres, ki sta ga orkestrirala kralj Ludvik-Filip I. in njegov minister Adolphe Thiers (sklicevanje na Napoleonov cendre ali »pepel« se dejansko nanaša na njegove posmrtne ostanke, saj ni bil kremiran). Izdelava kripte in masivnega Napoleonovega sarkofaga je trajala dvajset let in je bila dokončana leta 1861. Takrat je bil na oblasti cesar Napoleon III., ki je nadzoroval slovesnost prenosa posmrtnih ostankov iz kapele cerkve v kripto pod kupolo.

### Pod cerkveno kuplo
Najpomembnejša grobnica v Les Invalides je grobnica Napoleona Bonaparta (1769–1821), ki jo je zasnoval Louis Visconti s skulpturami Jamesa Pradierja, Pierre-Charlesa Simarta in Francisqueja Josepha Dureta. Napoleon je bil sprva pokopan na Sveti Heleni, vendar je kralj Ludvik Filip I. leta 1840 uredil, da so njegove posmrtne ostanke pripeljali v Francijo, dogodek, znan kot le retour des cendres. Napoleonovi posmrtni ostanki so bili več kot dve desetletji shranjeni v kapeli svetega Hieronima (jugozahodna) cerkve Dome, dokler ni bilo leta 1861 končano njegovo zadnje počivališče, grobnica iz rdečega kvarcita, ki počiva na podlagi iz zelenega granita.
Druge vojaške osebnosti in člani Napoleonove družine so prav tako pokopani v cerkvi Dome, glede na leto tamkajšnjega pokopa:
- 1800: Henri de La Tour d'Auvergne, vikont Turenne (1611–1675); Spomenik Gasparda Marsyja in Jean-Baptista Tubyja iz 1670-ih, prvotno v baziliki Saint-Denis, ki ga je Napoleon prestavil
- 1807–1808: srce Sébastiena Le Prestre de Vaubana (1633–1707); preselil Napoleon iz Bazochesa, nadomestil leta 1847 s kenotafom Antoina Étexa
- 1847: Henri Gatien Bertrand (1773–1844), armadni general, ki je spremljal Napoleona na Elbo in nato na Sveto Heleno ter leta 1840 prinesel Napoleonovo truplo nazaj v Francijo; spomenik, ki ga je zasnoval Louis Visconti
- 1847: Géraud Duroc (1772–1813); tudi Louis Visconti
- 1862: Jérôme Bonaparte (1784–1860), Napoleonov najmlajši brat, guverner Invalidov 1848–1852; spomenik Alfreda-Nicolasa Normanda s skulpturo Eugèna Guillauma v kapeli sv. Hieronima
- 1864: Joseph Bonaparte (1768–1844), Napoleonov starejši brat; spomenik Alphonse-Nicolasa Crépineta v kapeli svetega Avguština (jugovzhodna)
- Charles Leclerc (1772–1802); žara prestavljena iz Château de Montgobert
- 1904: srce Théophila Correta de la Tour d'Auvergne (1743–1800), ki ga je Napoleon imenoval »prvi grenadir republike«
- 1940: Napoleon II. (1811–1832) Napoleonov sin (njegovo srce in črevesje sta ostala na Dunaju); najprej postavljen v cerkveno kapelo sv. Hieronima, nato pa leta 1969 pokopan v kripti
- 1858: srce Katarine Württemberške (1783–1835), žene Jérôma Bonaparteja, in njunega sina Jérôma Napoléona Charlesa Bonaparteja v podzemni galeriji; spomenik Katarininega srca so leta 1862 prestavili v kapelo svetega Hieronima
- 1937: Ferdinand Foch (1851–1929), spomenik Paula Landowskega v kapeli sv. Ambroža (severovzhodna)
- 1963: Hubert Lyautey (1854–1934), preseljen iz Maroka, spomenik Alberta Lapradea v kapeli sv. Gregorja (severozahodna)

- Dve od dvanajstih marmornih Zmag, ki obkrožajo Napoleonovo grobnico
- Grobnica Jožefa Bonaparta v Domski cerkvi
- Grobnica Ferdinanda Focha v Domski cerkvi
- Vaubanov kenotaf v Domski cerkvi
- Grobnica maršala Lyauteya v kapeli svetega Gregorja (severozahodna).
- Grob Jeronima Bonaparta v kapeli svetega Hieronima